# Nurt (album)
Nurt – debiutancki album wrocławskiego zespołu rockowego Nurt, wydany w 1973 nakładem Polskich Nagrań (nr kat. XL/SXL 0944). Album był kilkakrotnie wznawiany na płycie kompaktowej: w 1994 roku przez wytwórnię Digiton, w 2003 przez Yesterday, a w 2013 przez Kameleon Records. Wydanie z 1994 zawierało tak naprawdę wersje radiowe utworów z oryginalnej płyty, ponadto zostało wzbogacone o cztery inne nagrania radiowe. Na potrzeby wydania z 2013 materiał został poddany cyfrowemu remasteringowi.
Album został ponadto wznowiony na płycie winylowej w 2013 roku przez wydawnictwo Sound by Sound Records, w limitowanej edycji 500 sztuk.
Utwory "Będziesz panią w moim piekle" i "Gdyby przebaczać mogli wszyscy" zostały pierwotnie nagrane przez grupę Runowicza Romuald i Roman. Można je usłyszeć na składance Z Archiwum Polskiego Radia, Vol. 5 – Romuald i Roman.

## Lista utworów

### Wydanie Polskich Nagrań i Yesterday (LP 1973/CD 2003)
| 1. | "Kto ma dziś czas" (R. Runowicz/P. Iłżański)             | 3:21  |
|    |                                                          |       |
| 2. | "Synowie nocy" (A. Mrożek)                               | 3:51  |
|    |                                                          |       |
| 3. | "Będziesz panią w moim piekle" (R. Runowicz/A. Kuryło)   | 3:25  |
|    |                                                          |       |
| 4. | "Holograficzne widmo" (A. Mrożek/T. Rzymski)             | 4:02  |
|    |                                                          |       |
| 5. | "Gdyby przebaczać mogli wszyscy" (R. Runowicz/A. Kuryło) | 3:12  |
|    |                                                          |       |
| 6. | "Morze ognia" (K. Cwynar/A. Kuryło)                      | 3:10  |
|    |                                                          |       |
| 7. | "Parter na klaustrofobię" (A. Mrożek/T. Rzymski)         | 4:06  |
|    |                                                          |       |
| 8. | "Piszę kredą na asfalcie" (A. Mrożek/A. Kuryło)          | 5:51  |
|    |                                                          |       |
| 9. | "Syn strachu" (A. Mrożek/A. Kuryło)                      | 9:40  |
|    |                                                          |       |
|    |                                                          | 40:38 |
|    |                                                          |       |

### Wydanie Digiton (CD 1994)
| 1.  | "Kto ma dziś czas" (R.Runowicz/P. Iłżański)              | 3:14  |
|     |                                                          |       |
| 2.  | "Synowie nocy" (A. Mrożek)                               | 3:51  |
|     |                                                          |       |
| 3.  | "Będziesz panią w moim piekle" (R. Runowicz/A. Kuryło)   | 3:23  |
|     |                                                          |       |
| 4.  | "Holograficzne widmo" (A. Mrożek/T. Rzymski)             | 4:12  |
|     |                                                          |       |
| 5.  | "Gdyby przebaczać mogli wszyscy" (R. Runowicz/A. Kuryło) | 3:08  |
|     |                                                          |       |
| 6.  | "Morze ognia" (K. Cwynar/A. Kuryło)                      | 3:05  |
|     |                                                          |       |
| 7.  | "Parter na klaustrofobię" (A. Mrożek/T. Rzymski)         | 3:16  |
|     |                                                          |       |
| 8.  | "Piszę kredą na asfalcie" (A. Mrożek/A. Kuryło)          | 5:30  |
|     |                                                          |       |
| 9.  | "Syn strachu" (A. Mrożek/A. Kuryło)                      | 7:32  |
|     |                                                          |       |
| 10. | "Impresja w "E"" (bonus) (Nurt)                          | 5:52  |
|     |                                                          |       |
| 11. | "Na odległość rąk" (bonus) (K. Cwynar/L. Ignaszewski)    | 2:44  |
|     |                                                          |       |
| 12. | "Akrobata" (bonus) (A. Mrożek)                           | 4:24  |
|     |                                                          |       |
| 13. | "Rock bez tytułu" (bonus) (A. Mrożek/L. Ignaszewski)     | 2:33  |
|     |                                                          |       |
|     |                                                          | 52:44 |
|     |                                                          |       |

## Skład
- Roman Runowicz – śpiew, gitara
- Aleksander Mrożek – śpiew, gitary, sitar
- Kazimierz Cwynar –  gitara basowa, śpiew
- Ryszard Sroka – perkusja

gościnnie
- Ryszard Gwalbert Misiek – saksofon
- Tomasz Stańko – trąbka
- Jan Jacek Baran – instrumenty perkusyjne

produkcja
- Wojciech Piętowski – reżyser nagrania
- Halina Jastrzębska-Marciszewska – operator dźwięku
- Mieczysław Karewicz – projekt graficzny